# Yalbandan-e Sara
Yalbandan-e Sara (em persa: يالبندان سرا, também romanizada como Yālbandān-e Sarā; também conhecida como Yālbandānsarā) é uma aldeia do distrito rural de Kelarabad, no condado de Abbasabad, da província de Mazandaran, Irã.
No censo de 2006, sua população era de 232 habitantes, em 56 famílias.